# Hisne ibne Alminal
Hisne ibne Alminal (em árabe: حصن بن المنهال; romaniz.: Hisn ibn al-Minhal; lit. Hisne, filho de Alminal), também conhecido como Hafiz e Huceine ibne Alminal, foi um e governador do Iêmen do século IX para o Califado Abássida.

## Vida
Hisne foi nomeado como governador residente em nome de Issa ibne Iázide Aljuludi, quando o último partiu da província logo após a captura de Hamdauai ibne Ali ibne Issa ibne Maane em 820. Ele foi posterior sucedido por Ibraim da Ifríquia.